# De Tomaso Pantera

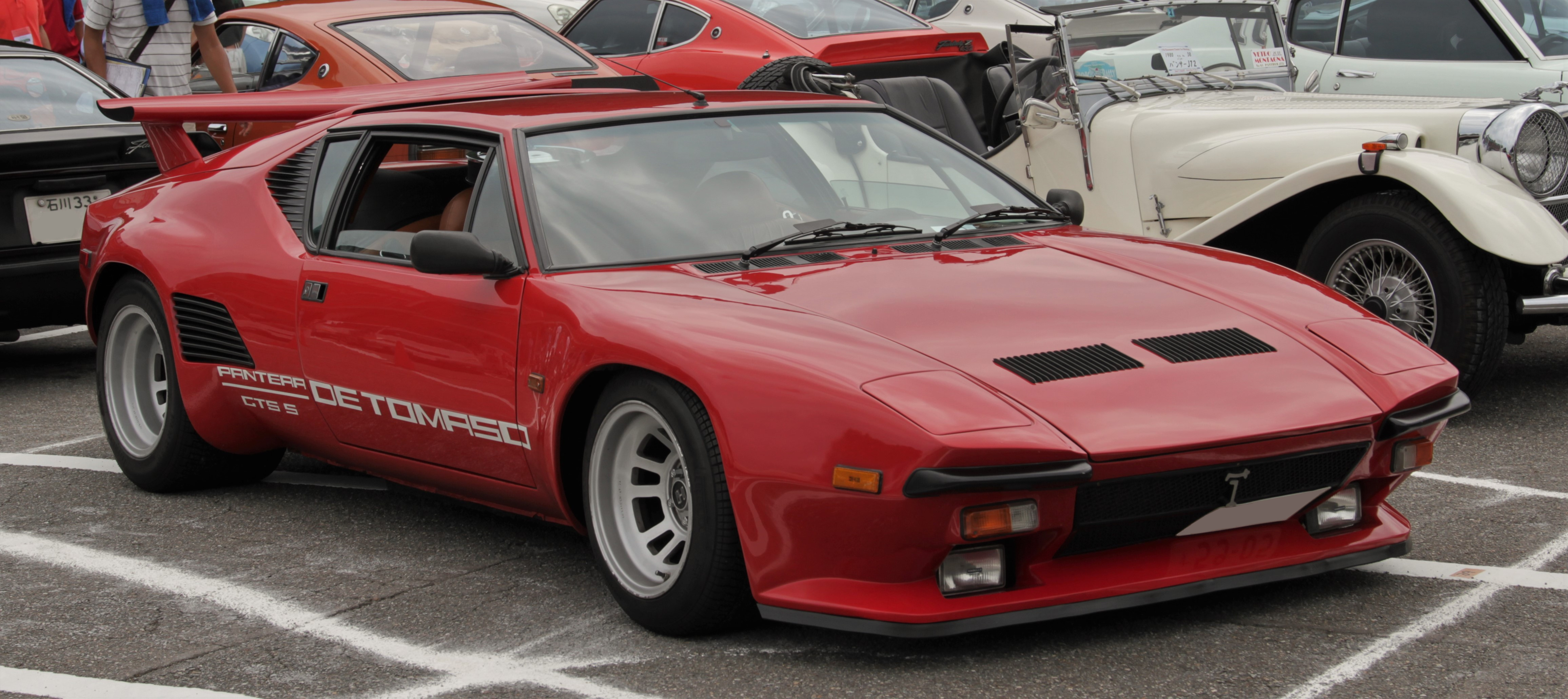
De Tomaso Pantera

De De Tomaso Pantera is een sportwagen die geproduceerd werd door de Italiaanse autofabrikant De Tomaso van 1971 tot 1992. In totaal werden dankzij een samenwerking met Ford 7260 exemplaren geproduceerd.

## Ford
Om in Amerika de strijd aan te kunnen gaan met de Corvette van General Motors had Ford een niet overdreven dure GT-wagen nodig. Ford leverde eerder al de motoren voor de De Tomaso Mangusta uit 1967 en zag in De Tomaso de ideale partner voor een nieuwe mid-engined GT. Het Italiaanse designhuis Ghia werd overgenomen door Ford en zorgde met de Amerikaan Tom Tjaarda voor het ontwerp van de Pantera.  Het chassis van de wagen werd ontwikkeld door de Italiaan Gian Paolo Dallara en werd gebouwd rond de nieuwe 5,7 liter Cleveland V8-motor van Ford die zorgde voor 246 kW (330 pk).  De eerste Pantera's deden de sprint van 0 tot 100 km/u in 5,5 seconden.
De Pantera werd echter voortdurend aangepast en in 1972 werd besloten om de naam te wijzigen in de Pantera L (Lusso, Luxury). In september 1973 werd de samenwerking tussen Ford en DeTomaso echter beëindigd.

## 1975-1991
De Tomaso nam de productie van de Pantera alleen in handen en ging zich meer richten op de Europese markt en de racewereld. In de jaren 70 werden nog het GT/4- en het GTS-model ontwikkeld, met een meer agressiever uiterlijk.  In 1980 kwam de Pantera GT5 op de markt met opnieuw wat kleine wijzigingen aan de body zodat er meer grondeffect werd gecreëerd en een nieuwe 350 pk sterke motor. In 1985 kreeg de Pantera met de GT5/S een grondigere face-lift: grote luchthappers aan de zijkanten van de wagen, grotere voor- en achterbumpers en een opgefrist interieur. Nadat Marcello Gandini de Pantera nog een opfrisbeurt bezorgde in 1991 werd er overgegaan op de opvolger: de De Tomaso Guarà.

## Cijfers
Model van 1970:
- Motor: Ford 5800 cc Cleveland V8
- Vermogen: 246 kW (330 pk)
- Topsnelheid: 256 km/uur
- Lengte: 4013 mm
- Breedte: 1702 mm
- Hoogte: 1102 mm
- Wielbasis: 2500 mm
- Droog gewicht: 1417 kg